# Veltěže
Obec Veltěže se nachází v okrese Louny v Ústeckém kraji. Žije v ní 429 obyvatel.

## Název
Název vesnice je odvozen ze slova veltěž, tj. ten, kdo velmi pracuje nebo získává. V historických pramenech se jméno vyskytuje ve tvarech: Weltese (1201), Welcz (1293), Welties (1347), Veltěž (1560), ve Veltěžích (1571) nebo ve Weltizích (1573).

## Historie
První písemná zmínka o obci pochází z roku 1201. Od 1. ledna 1981 do 23. listopadu 1990 byla obec součástí města Louny.

## Obyvatelstvo
|           | 1869 | 1880 | 1890 | 1900 | 1910 | 1921 | 1930 | 1950 | 1961 | 1970 | 1980 | 1991 | 2001 | 2011 |
| --------- | ---- | ---- | ---- | ---- | ---- | ---- | ---- | ---- | ---- | ---- | ---- | ---- | ---- | ---- |
| Obyvatelé | 340  | 388  | 365  | 450  | 567  | 586  | 645  | 504  | 497  | 455  | 397  | 330  | 383  | 406  |
| Domy      | 53   | 61   | 69   | 73   | 92   | 104  | 159  | 165  | 142  | 135  | 123  | 138  | 149  | 153  |

## Pamětihodnosti
- Výklenková kaplička
- Dělnický dům čp. 105[8]
- Budova tělocvičny Sokol s reliéfní figurou Miroslava Tyrše z roku 1925